# Ready For Romance
Ready For Romance är Modern Talkings tredje album släppt 1986. Några låtar från albumet blev stora succéer, bland de Brother Louie, Atlantis is Calling (S.O.S. for love) och Just We Two (Mona Lisa).

## Låtar
1. "Brother Louie" — 3:45
2. "Just We Two (Mona Lisa)" — 4:00
3. "Lady Lai" — 5:00
4. "Doctor For My Heart" — 3:22
5. "Save Me - Don't Break Me" — 3:48
6. "Atlantis Is Calling (S.O.S. for Love)" — 3:52
7. "Keep Love Alive" — 3:28
8. "Hey You" — 3:23
9. "Angie's Heart" — 3:41
10. "Only Love Can Break My Heart" — 3:38